# Егор Абозов
«Егор Абозов» — роман Алексея Николаевича Толстого, написанный в 1915 году. Остался незаконченным, при жизни автора публиковались только отдельные главы. Впервые издан полностью в 1953 году.

## Сюжет
Действие романа происходит в предреволюционном Петербурге. Его главный герой — талантливый писатель, только что приехавший из Туруханского края с повестью о крестьянском мальчике Кулике и оказавшийся в самом центре богемной жизни.